# Full Monty - La serie
Full Monty - La serie (The Full Monty) è una serie televisiva del 2023 ideata da Simon Beaufoy e Alice Nutter per Disney+. 
La serie è il sequel del film del 1997 Full Monty - Squattrinati organizzati, sceneggiato dallo stesso Beaufoy.
Si tratta dell'ultimo lavoro di Tom Wilkinson, deceduto pochi mesi dopo la pubblicazione della serie.

## Trama
Ventisei anni dopo il loro celebre spogliarello, le vite di Gaz, Dave, Guy, Cavallo, Lomper e Gerald non sono particolarmente migliorate. Sheffield versa in uno stato di degrado e i sei uomini convivono con difficoltà economiche e sentimentali. Mentre Gaz continua a barcamenarsi per tirare a fine mese, la figlia Des è un'adolescente difficile che rischia di mettere a rischio il proprio futuro.

## Episodi
| Stagione       | Episodi | Prima TV originale | Prima TV Italia |
| -------------- | ------- | ------------------ | --------------- |
| Prima stagione | 8       | 2023               | 2023            |

## Personaggi e interpreti

### Personaggi principali
- Gary "Gaz" Schofield, interpretato da Robert Carlyle.
- David "Dave" Horsfall, interpretato da Mark Addy.
- Jean Horsfall, interpretata da Lesley Sharp.
- Guy, interpretato da Hugo Speer.
- Barrington "Cavallo" Mitchell, interpretato da Paul Barber.
- Lomper, interpretato da Steve Huison.
- Dennis, interpretato da Paul Clayton.
- Gerald Cooper, interpretato da Tom Wilkinson.

### Personaggi ricorrenti
- Darren, interpretato da Miles Jupp.
- Destiny "Des" Schofield, interpretata da Talitha Wing.
- Hetty Baxter, interpretata da Sophie Stanton.
- Dean "Twiglet" Blakefield, interpretato da Aiden Cook.
- Nathan Schofield, interpretato da William Snape.

## Distribuzione
La serie è stata rese disponibile nel Regno Unito e in Italia il 14 giugno 2023 sulla piattaforma Disney+.

## Accoglienza
La serie è stata accolta tiepidamente dalla critica. L'aggregatore di recensioni Rotten Tomatoes riporta un punteggio di 5,7 su 10, basato sul parere di 28 critici.